# Jacob Milgrom

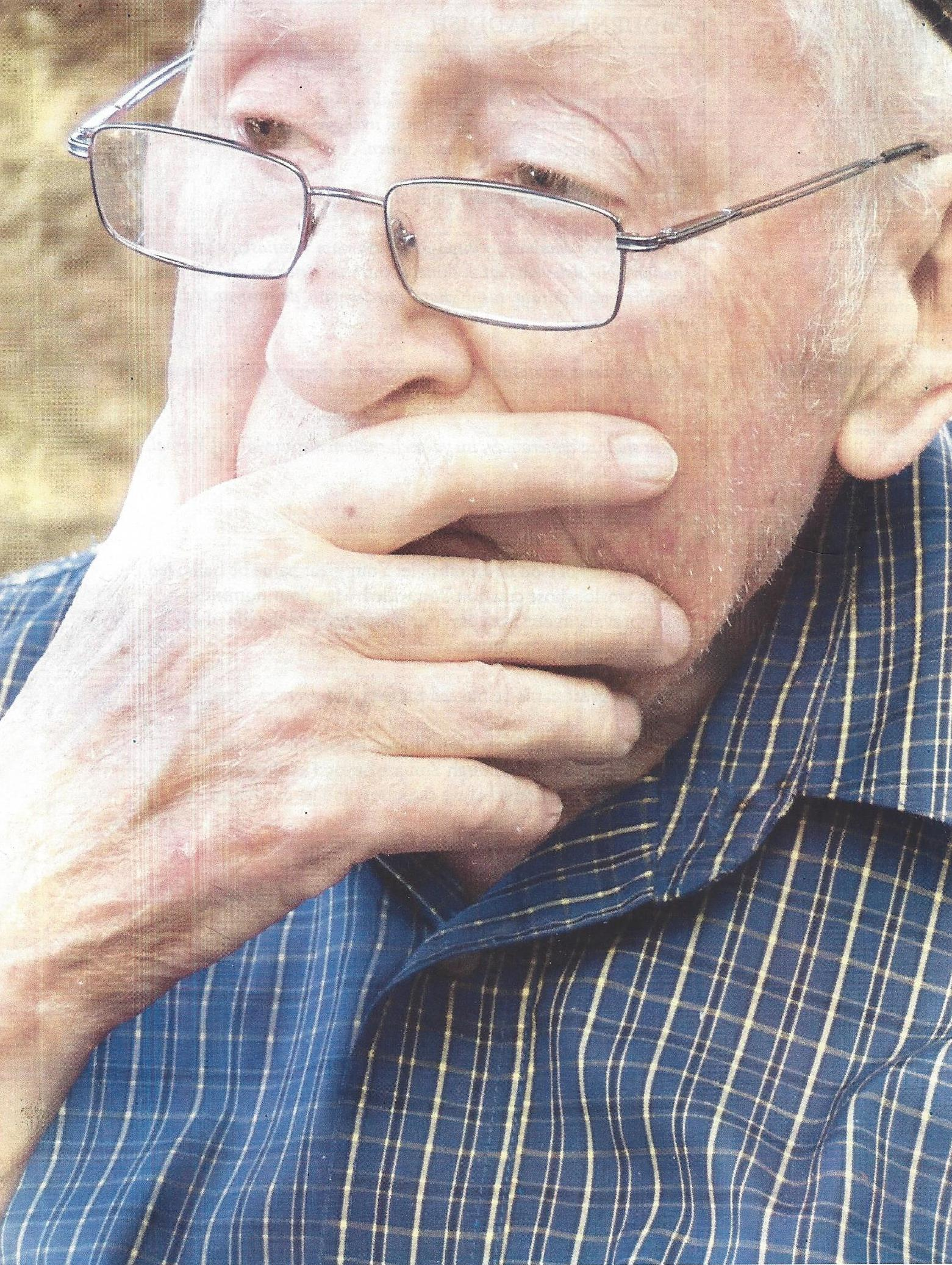
Jacob Milgrom, 1995

Jacob Milgrom, hebräisch יעקב מילגרום, (* 1. Februar 1923 in Brooklyn, New York City; † 5. Juni 2010 in Jerusalem) war ein US-amerikanisch-israelischer Rabbiner und Religionswissenschaftler.

## Biografie
Nach dem Schulbesuch studierte er am Brooklyn College sowie am Rabbinerseminar des Jewish Theological Seminary. Nach seiner Ordination zum Rabbiner war er seit 1965 als Hochschullehrer an der University of California, Berkeley tätig. Dort war er bis zu seiner Emeritierung 1994 auch Leiter der Abteilung für Nahoststudien.
Als Religionswissenschaftler befasste er sich mit den Geboten der rituellen Reinheit im Judentum wie der Tahara. Aus seinen Bibelforschungen schloss er, dass das Verbot der Homosexualität nur für jüdische Männer gelten würde.
Insbesondere galt er jedoch als der weltweit führende Forscher und als Autorität zum 3. Buch Mose, dem Leviticus. Als Vertreter des konservativen Judentums in der rabbinischen Literatur war er neben von Nahum Sarna, Baruch Levine und Jeffrey Tigay Autor des fünfbändigen JPS Commentary on the Torah.
Nach seiner Emeritierung übersiedelte er 1994 nach Israel, wo er an den Folgen einer intrazerebralen Blutung in Jerusalem verstarb.

## Veröffentlichungen
- Cult and conscience: the Asham and the priestly doctrine of repentance, 1976, ISBN 90-04-04476-0[2]
- Leviticus 1-16, 1991
- Leviticus 17-22, 2000
- Leviticus 23-27, 2001
- Jacob Milgrom, David Pearson Wright, David Noel Freedman, Avi Hurvitz: Pomegranates and golden bells: studies in biblical, Jewish, and Near Eastern Ritual, Law and Literature in Honor of Jacob Milgrom, 1995, ISBN 0-931464-87-0[3]